# Française de Mécanique
Française de Mécanique es una empresa especializada en la producción en gran serie de motores para el automóvil que pertenece al grupo industrial Stellantis. Fue creada en 1969 como una empresa conjunta por Renault y Peugeot, cada uno con un porcentaje de la sociedad del 50 %. 
Desde 2013 es una filial al 100% del Groupe PSA, 24 horas después del nombramiento de Carlos Tavares como presidente del mismo grupo. Tavares había sido meses antes número dos de Renault.
En algunos periodos de producción, Française de Mécanique representó cerca del 5 % de la producción mundial de motores para vehículos de varias marcas. Hasta 2002 su producción total era de 29 millones de motores, con 1,9 millones fabricados en 2001 y cerca de 1,6 millones de motores en 2006. Las actividades de la empresa emplean a cerca 3050 personas en casi 150 hectáreas en Pas-de-Calais, sobre la zona industrial regional de Artois-Flandres.

## Historia
Las primeras reuniones entre los dirigentes de Peugeot y Renault datan de 1966, cuando estudiaron la posibilidad de colaboración para la producción conjunta de motores de automóviles. El nacimiento de esta colaboración se oficializó tres años más tarde, cuando se construyeron los primeros edificios que formaron parte de la gran planta de producción de Douvrin, en el norte de Francia. Inmediatamente, dentro de estos edificios, comenzaron las primeras etapas de la organización del trabajo, mientras que el resto del vasto sitio de producción también tomó forma lentamente. 
La planta de Douvrin se sitúa en una amplia parcela de 148 hectáreas de tierra, de las cuales 37.1 consistían en edificios, y está recorrida por doce km de caminos internos.
A la cooperación entre las dos casas, históricamente rivales, se añadió otra sociedad en 1970, cuando fundaron la STA (Sociedad Automatique de Transmisión), dedicada al diseño y ejecución conjunta de las transmisiones automáticas. Pero en este caso las participaciones fueron diferentes: solo el 20% para Peugeot y el 80% restante para Renault. La sede de esta fábrica de cajas de cambios se estableció en Ruitz, no lejos de Douvrin. 

El primer objetivo alcanzado por la "joint venture" fue comenzar a producir motores de gama baja en 1972, con el inicio de la fabricación de los motores de la serie X, destinados a ser montados en los modelos de los fabricantes de automóviles. Pero más tarde, la producción conjunta también se extendió a los motores de gama alta, incluido el motor V6 PRV, a cuyo diseño, desarrollo y uso se agregaron marcas como Volvo

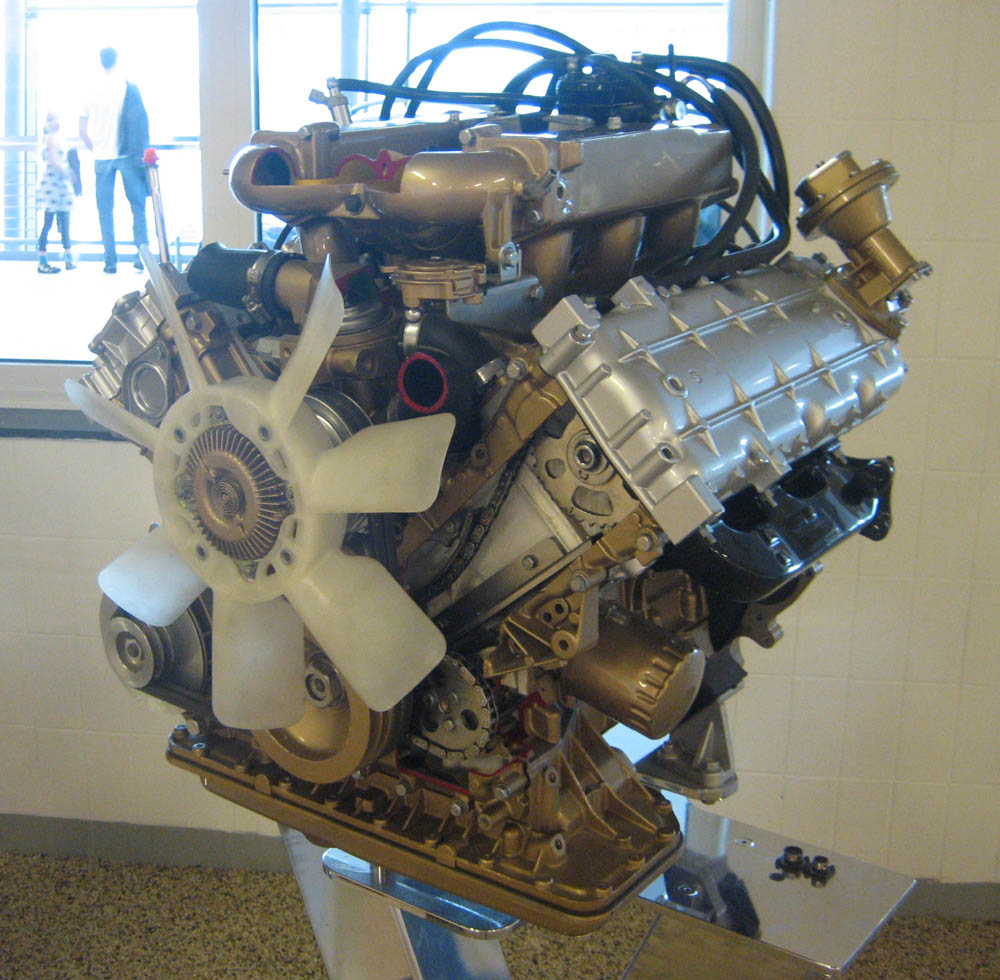
Motor V6 PRV de Volvo

### Cronología
- 1969 : creación de la FM
- 1971 : commienzo de la actividad de fonderie
- 1972 : lanzamiento del motor X, Renault - PSA Peugeot Citroën
- 1974 : lanzamiento del motor V6 PRV, Renault - PSA Peugeot Citroën - Volvo

- 1977 : lanzamiento del motor Douvrin, Renault - PSA Peugeot Citroën
- 1986 : lanzamiento del Motor PSA TU, PSA Peugeot Citroën
- 1990 : lanzamiento del motor TUF, PSA Peugeot Citroën
- 1996 : lanzamiento del motor D, Renault
- 1996 : lanzamiento del motor V6 ESL, Renault - PSA Peugeot Citroën
- 2001 : lanzamiento del motor DV, PSA Peugeot Citroën - Ford
- 2003 : clausura de la actividad de fundición
- 2006 : lanzamiento del Motor Prince, PSA Peugeot Citroën - BMW
- 2010 : lanzamiento de la variante a 200 caballos del motor EP.[7]
- 2012 : lanzamiento del motor EB 1,2l 3cilindros turbo (EB2DT)[7]
- En abril de 2010, PSA anunció el lanzamiento para 2013 de un derivado turbo más potente que los 3 cilindros atmosféricos EB0 y EB2 (lanzados a Tremery en 2012) de una potencia de 110 (EB2DT) a 130 caballos (EB2DTS). Esta fabricación tiene que representar 360 trabajos para 320 000 ejemplares anuales gracias a una inversión de 175 millones de euros.[7]

## Producción
Algunos de los motores desarrollados y producidos en la factoría y los vehículos que los usaron:
- Motor TÚ-TUF, cuya cilindrada va de 954 a 1587 cm³ y que es equipado en:[8]
  - Citroën AX, BX, Saxo, C2, C3, C4, Berlingo, Nemo y Xsara Picasso
  - Peugeot 106, 205, 1007, 206+, 207, 307, 308, Bipper y Partner
  - Fiat Fiorino

- Motor DV, Diésel de 1398 cm³, que equipa :
  - Peugeot 107,1007, 206 y 206+, 207, 307, 308 y Bipper
  - Citroën C1, C2, C3, C3 Plural y Nemo
  - Toyota Aygo
  - Suzuki Liana

- Motor Prince, motor de gasolina desarrollado por PSA junto a BMW. Comenzó su producción en 2006 y en 2014 ya se habían fabricado dos millones de motores de 1397 a 1 598 cm³, en versión atmosférica y turbo que equipan a:[9]
  - Citroën C3 Picasso, C4 berlina y Picasso ;
  - Peugeot 207, 308 SW, 3008 y 5008 ;
  - Mini

- Motor D, en versión gasolina, de 1149 cm³, que equipa:[10]
  - Renault Modus, Clio, nuevo Twingo y Kangoo
  - Dacia Sandero y Logan

- Motor EB Turbo PureTech, en versión gasolina, de 1199 cm³[10]